# ハロルド・アルデン
ハロルド・リー・アルデン (Harold Lee Alden、1890年1月10日-1964年2月3日) は、アメリカ合衆国の天文学者。恒星の年周視差、固有運動や変光星の長期変動を観測したことで知られる。月の裏にあるクレーターのアルデンは、彼の名前に因む。

## 生涯と経歴
アルデンは、1890年1月10日にイリノイ州シカゴで生まれた。1912年にイリノイ州のホイートン大学で学士、1913年にシカゴ大学で修士号を得た後、1912年から1914年まで、ヤーキス天文台で写真測光プログラムの助手を務めた。
1914年にバージニア大学の大学院生、後に専任講師、1917年にはPh.Dとなり、1924年には同大学の准教授となった。翌1925年から20年にわたって南アフリカ共和国のヨハネスブルクにあったイェール大学天文台の南天文台の台長となり、69cm長焦点屈折望遠鏡を用いて恒星の年周視差の測定に従事した。1945年にバージニア大学に戻り、サミュエル・ミッチェルの後任として天文学教授とリアンダー・マコーミック天文台の所長に就任すると、1960年に退職するまでその職にあった。1951年には、アメリカ科学振興協会の副会長、およびセクションD（天文学）の議長に就任した。1952年から1955年まで、国際天文学連合第24委員会（年周視差）の委員長を務めた。
1960年6月30日にバージニア大学を引退し、フェロー、講師、助教、准教授、教授として26年間の活躍を称えて名誉教授となった。妻のミルドレットと3人の子供、11人の孫を残して、1964年2月3日にシャーロッツビルで死去した。